# Dům rytířů Sokolů z Mor
Dům rytířů Sokolů z Mor je městským domem čp. 43 v Lounech na jižní straně Pivovarské ulice, severně od kostela svatého Mikuláše. V 19. století byl dům výrazně přestavěn. Jde o jedinečnou středověkou zástavbu města Louny. Dnes objekt slouží jako budova oblastního muzea.

## Historie
O domě jsou zmínky už od počátku 15. století. Dům postupně různě majitele střídal. Jan Sokol, který byl nejstarším synem Vaňka Sokola, získal po sňatku s Annou, dcerou konšela Václava Suchého z Loun, tento městský dům v Pivovarské ulici jako dar. On a jeho potomci ho poté dosti nákladně přestavěli.
Rodina, původem z Loun, patřila mezi tzv. erbovní měšťany. Rod má kořeny v lounském soukenictví. Erb, který je i vyobrazen na arkýři v průčelí, obdržel Jan Sokol od tehdejšího krále Vladislava II. v 15. století. Dům byl dostavěn před jejich pasováním do šlechtického stavu. Přídomek z Mor, který jako šlechtická rodina používali, je odvozen od vesnice Mory nedaleko Podbořan.

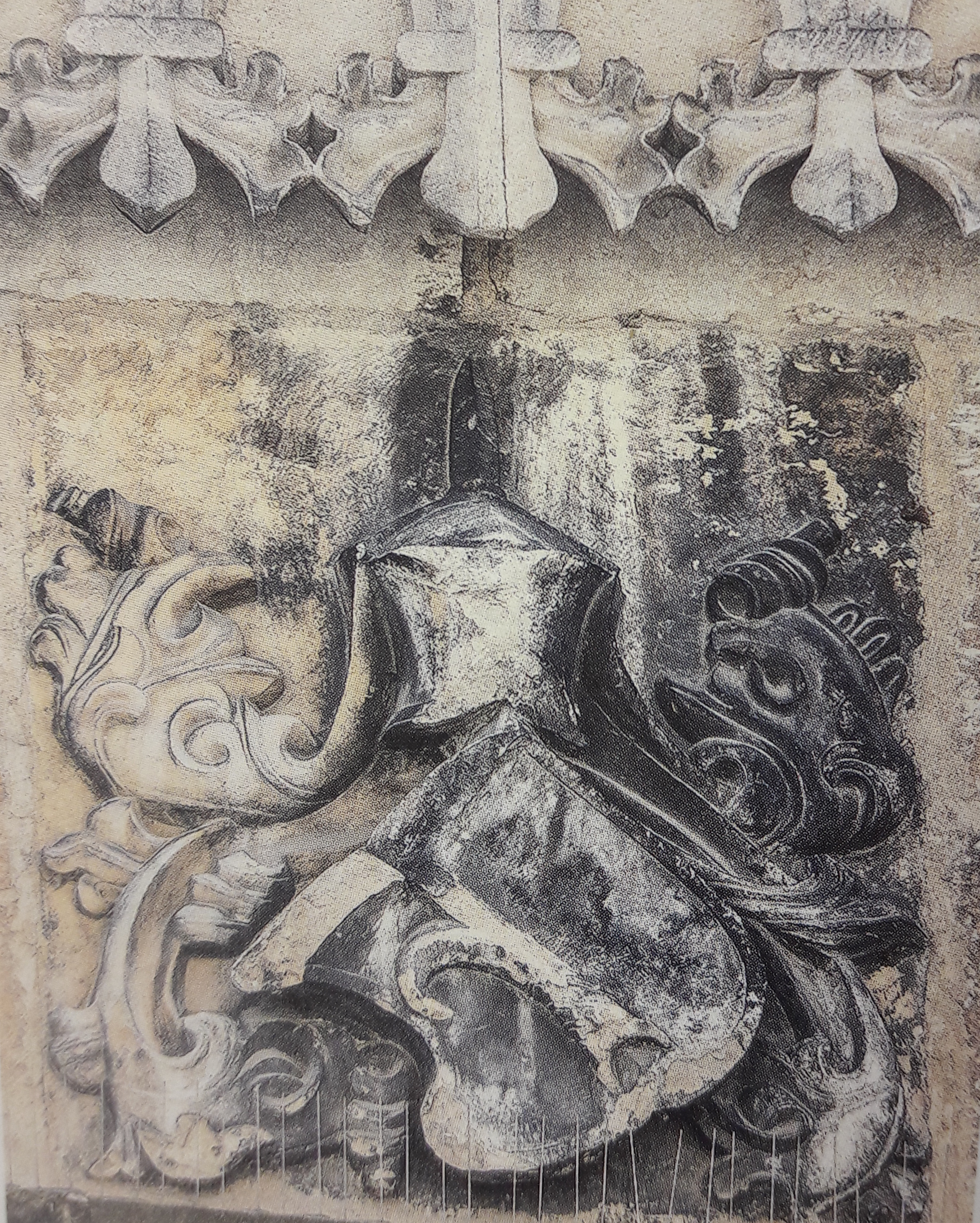
Detail na fasádě – erb Sokolů z Mor
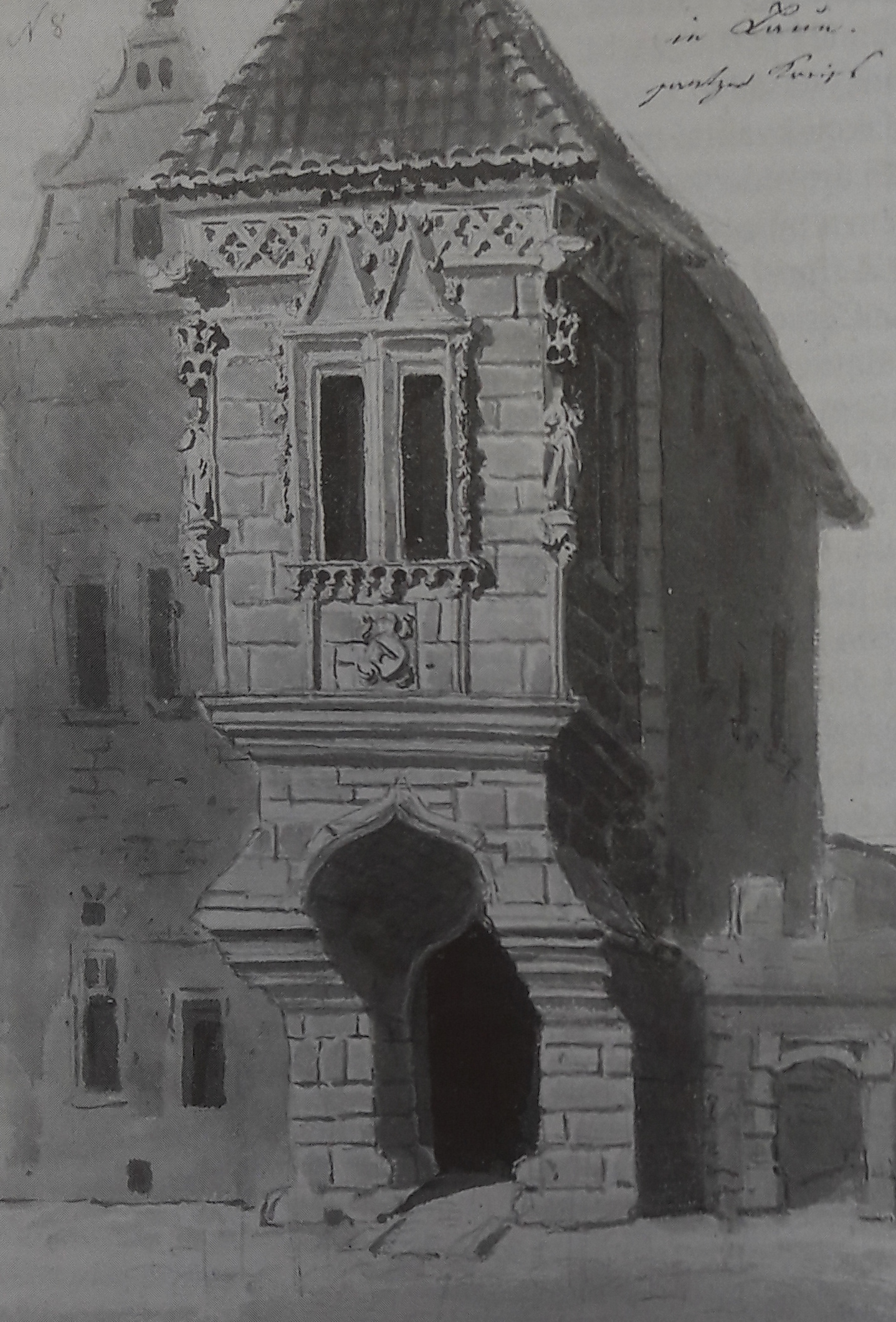
Kresba Josefa Štrambery z roku 1822. Budova má ještě původní renesanční štíty
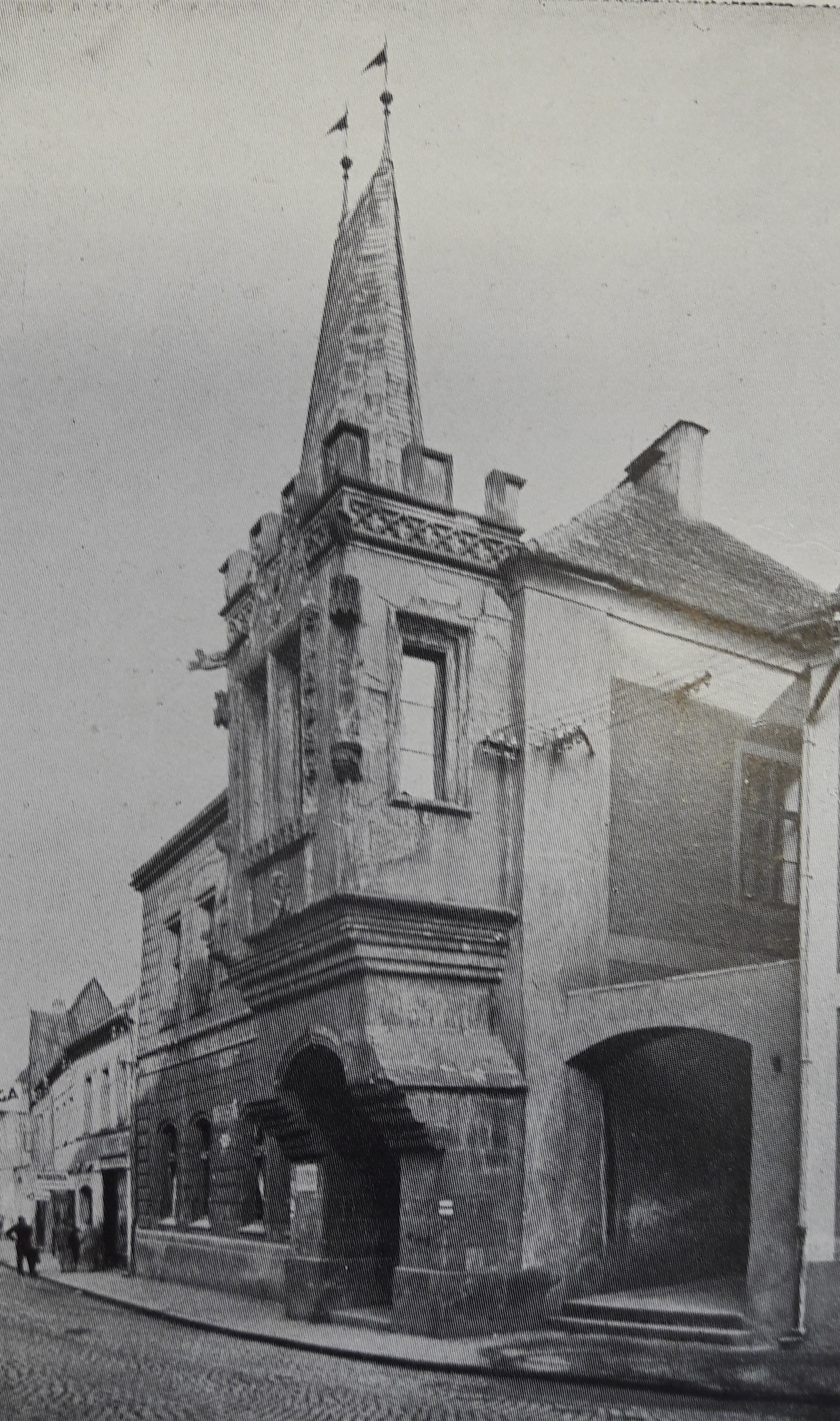
Dobová fotografie se střechou, která je k vidění na arkýři dodnes

### Stavební historie
Na celém objektu lze spolehlivě přiřadit stavební sloh a konkrétní rok jen arkýři, který byl vystavěn roku 1491. Jedná se o pozdní gotiku, to lze poznat hlavně dle vstupního portálu pod arkýřem dle oblouku ve tvaru oslího hřbetu. Předpokládá se, že dům byl přestavěn v letech 1470–1480. V březnu v roce 1517 dům značně zničil lounský požár, dle písemných pramenů prošel přestavbou v letech 1517–1525.
Do gotické doby můžeme zařadit i vnitřní prostory, které jsou klenuty žebrovou klenbou a také zdi, hlavně v podzemním podlaží, které dle rozborů jsou také středověké. Masivní konstrukci obvodového zdiva, která částečně vystupuje do prvního poschodí, je také připsán středověký původ. 
Od 16. století bylo na objektu provedeno hodně stavebních i architektonických změn.

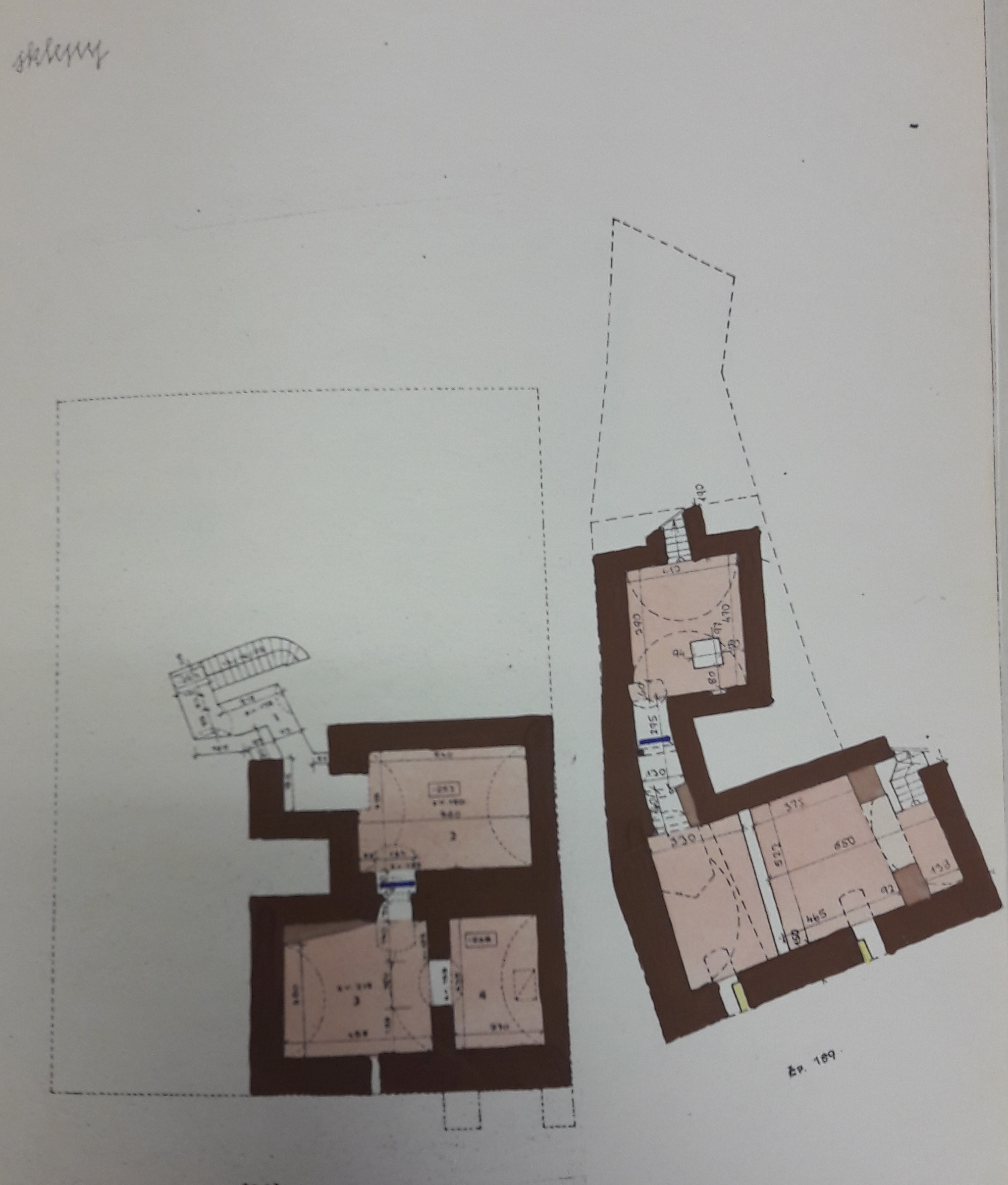
Půdorys sklepního prostoru domu
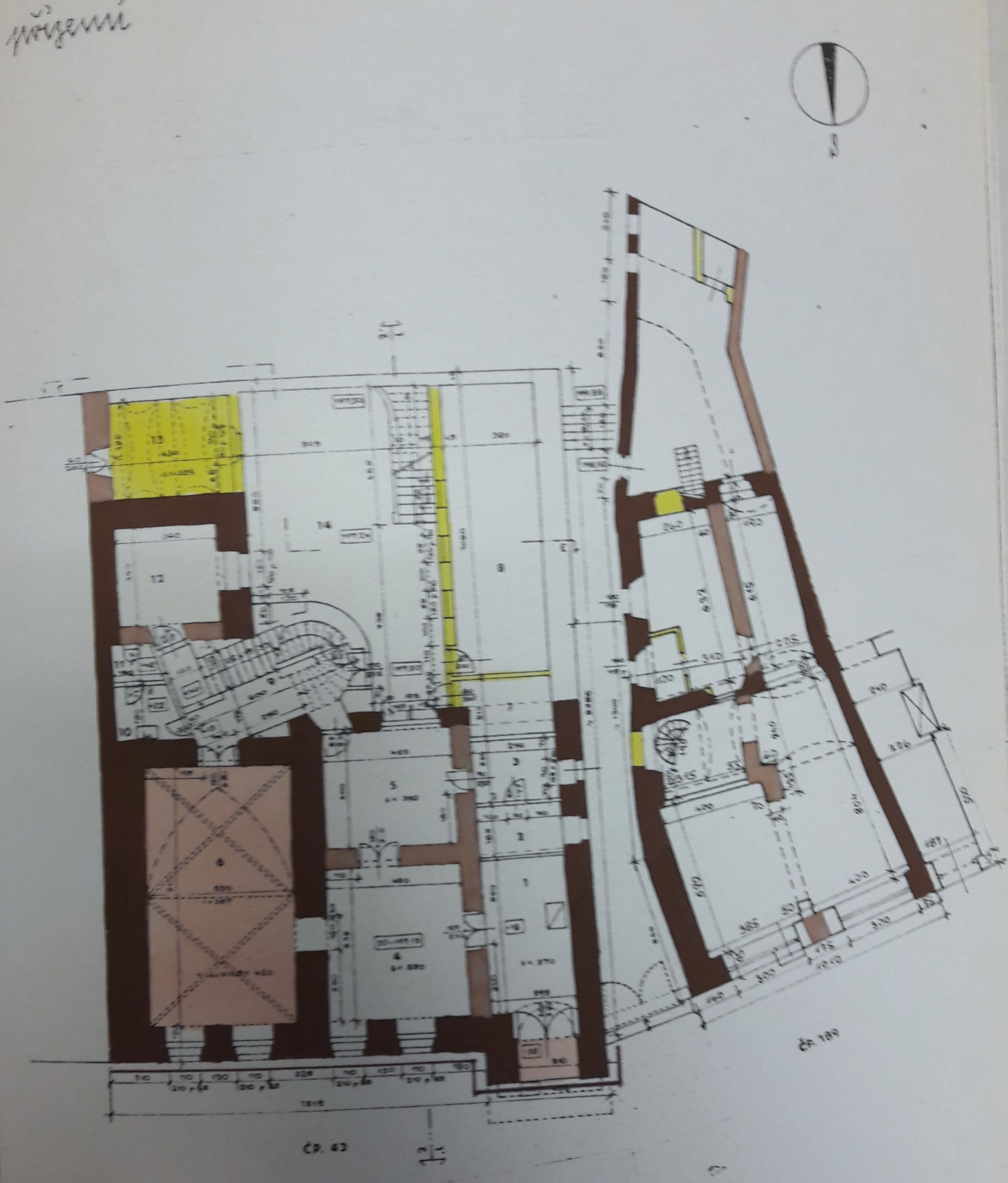
Půdorys přízemí domu
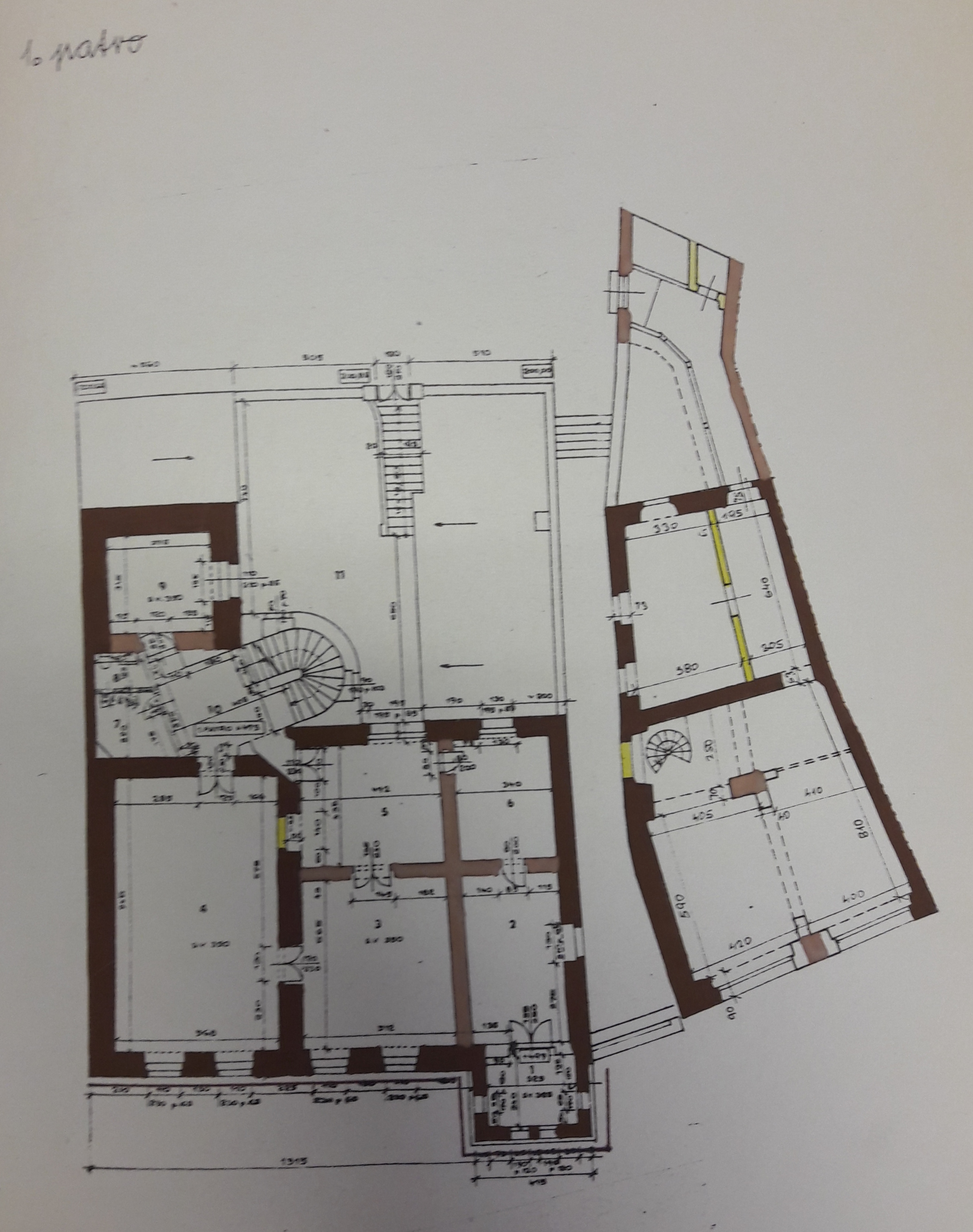
Půdorys patra domu

## Popis exteriéru
Objekt se nachází na obdélné parcele. Terén stoupá jižním směrem ke kostelu svatého Mikuláše. Vpravo od domu vede ulička ke kostelu.
Postupem staletí získalo průčelí domu klasicistní vzhled, který byl upraven roku 1890 architektem Josefem Mockerem na vzhled neogotický. Špaletová okna jsou v každém podlaží jiná, v přízemí segmentová a v patře pravoúhlá. Ostění oken tvoří štuková šambrána s úkosem v dolní třetině. Na průčelí je patrná i kordonová a hlavní římsa, obě jsou málo členěné. Hladká omítka byla roku 1925 na domě opravena. Na fasádě si lze rovněž všimnout struktury zdi, která je postavena z velkých kamenných kvádrů a z opukového řádkového zdiva. Zastřešení budovy je provedeno valbovou střechou. Dnes je na střeše od roku 1938 na koso kladená eternitová krytina, dříve byla krytina tradiční tašková.
Hlavní dominantou je bohatě dekorovaný arkýř, který se nachází v hlavním průčelí. Podstavec arkýře je zabudován do předsunutého portálu průjezdu domu. Během 19. století prošel dvakrát úpravou – poprvé statickou, protože hrozilo sesutí, podruhé esteticky dle Josefa Mockera. Oba pilíře, které se krakorcovitě rozšiřují do oslího hřbetu, nesou celou tíhu konstrukce arkýře. Přechod mezi mohutným pilířem a zbytkem hmoty vyplňují stupňovitě řešené římsy. Dvojkřídlá dřevěná vrata jsou z roku 1890. V úrovni prvního patra jsou na arkýři čtyři okna, dvě v průčelí a jedno na každém boku. Okna v průčelí jsou zdobena článkovitým ostěním, rámované kraby, dole se nacházejí obloučky ukončené liliemi. Nad těmito okny se také nachází vimperky zdobené kraby a liliemi. Mezi těmito vimperky se do roku 1873 nacházel znak Loun.
V úrovni parapetů se dodnes nachází erb rytířů Sokolů z Mor, který je původní. Boční okna arkýře nejsou tak bohatě zdobená, mají pouze u parapetu lilie (na pravém okně zcela chybí).
Na obou nárožích arkýře jsou konzolky s andělskými hlavami, nad kterými jsou baldachýny. Kdysi stály na nárožích také sochy, které zde od roku 1890 chybí. (Dle pověstí mělo jít o sochy Jeronýma Pražského a Mistra Jana Husa). Vrchol arkýře tvoří balustráda s kružbou ve tvaru čtyřlistu, na rozích se nachází chrliče. Při přestavbě Mockerem přibylo nad kružby cimbuří a znak lva a orlice. Původně byla na arkýři stanová střecha krytá prejzovou krytinou, dnes je tam místo ní vysoká dlátová střecha krytá břidlicovou krytinou s kovovým ukončením, na kterém lze vidět hroty s praporky.

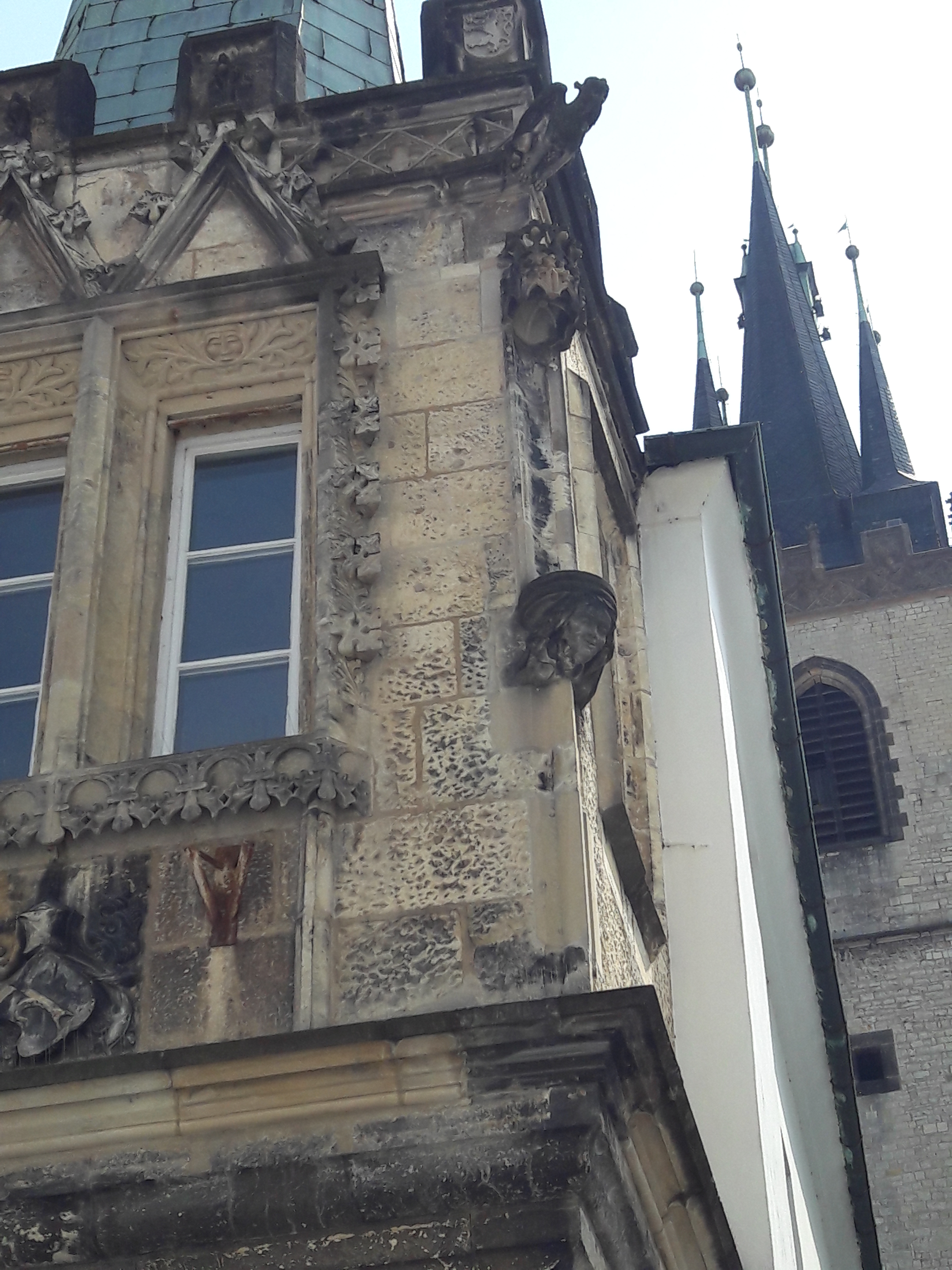
Detail nároží, kde se měla pravděpodobně nacházet socha
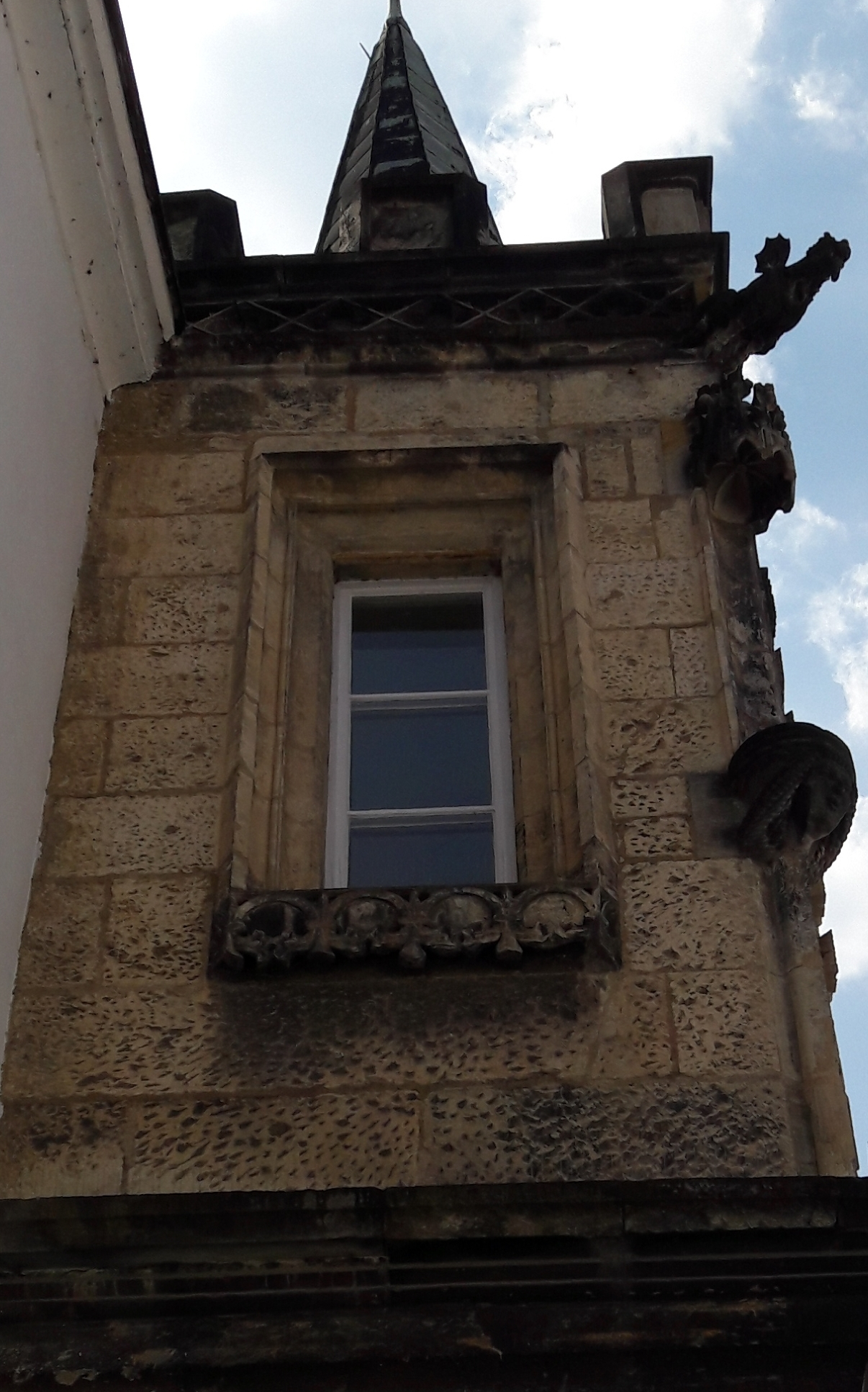
Detail levého okna
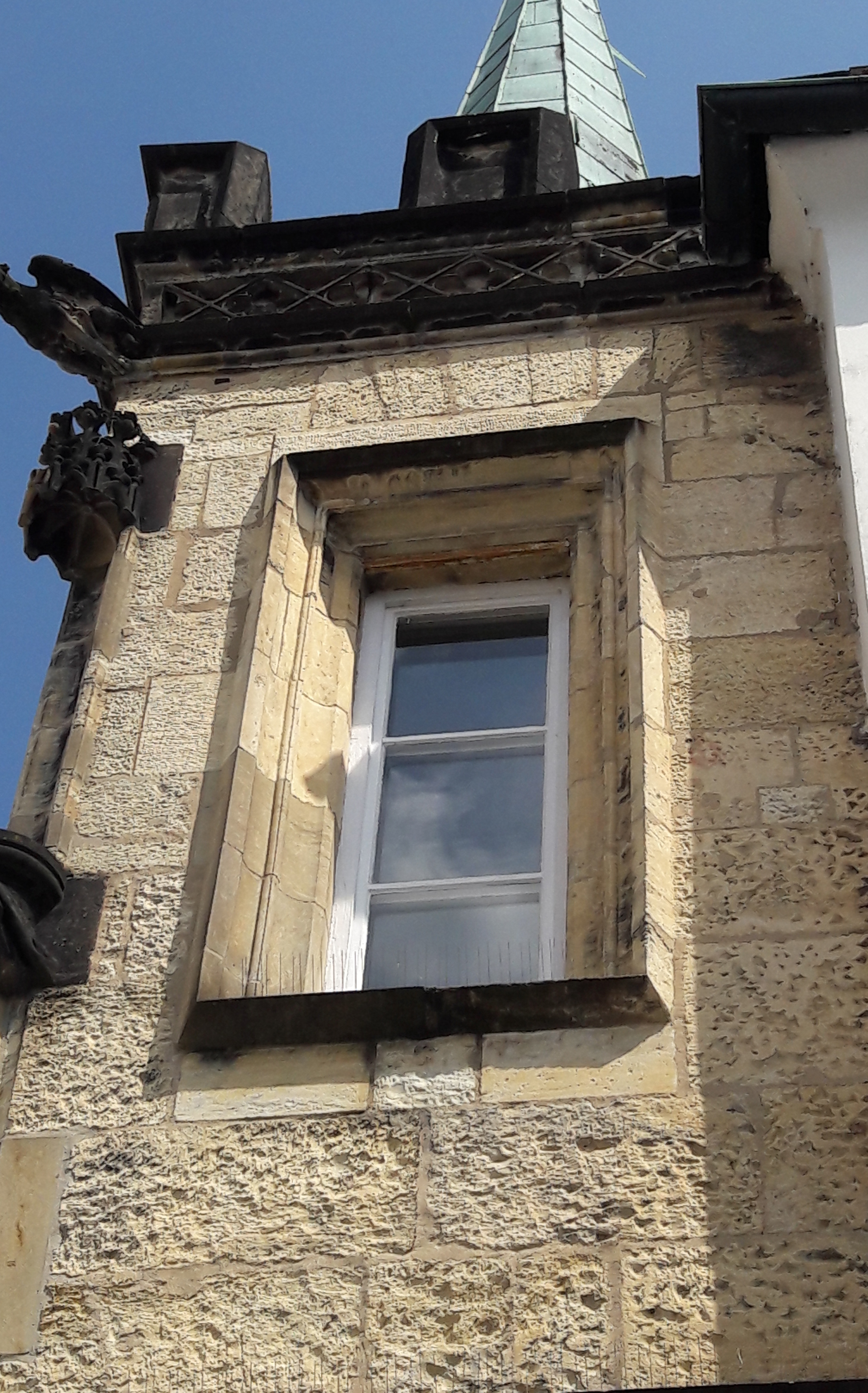
Detail pravého okna

## Popis interiéru
Podzemní prostory se rozprostírají jen pod dvěma třetinami plochy budovy. Do těchto prostor se dá dostat schodištěm z roku 1890, které je napojeno na sklepní chodby. Chodby jsou z cihelného zdiva. Je zde patrná známka zbytků středověkého zdiva. Část původního gotického sklepení je klenuté půlkruhovou valenou klenbou, která je dodatečná, pravděpodobně zde byl dříve trámový strop. Najdeme zde i větrací průduchy, které sloužily k dobré cirkulaci vzduchu kvůli plísním. 
V přízemí najdeme hlavní trakt a dva dvorní trakty. Hlavní trakt byl rozdělen na dvě části. Pravý trakt sloužil jako průjezd, který navazuje na vchod s arkýřem. V levém traktu se nachází dodnes dochovaný prostorný sál, mázhaus. Velikost sálu je cca 9,1 m na délku a 5,4 m na šířku.     
Síň, bývalý staročeský máshaus, dnes moderní místnost hostinská, je po levé straně přízemní chodby. Má ladnou klenbu gotickou, architektonicky dobře uchovanou. Žebra její vycházejí ode dvou hladkých kruhových svorníků na stropě, svažují se ke stěnám, v podobě dvou štíhlých křížův a splývají skoro u samé podlahy na konsoly, jež představují bizarní lidské hlavy.
Kamenná žebra jsou tvarována obloučky přecházející v hruškovitý závěr.     
Východní dvorní trakt byl výrazně změněn po zásahu Josefa Mockera, kdy do něj bylo umístěno vřetenové schodiště. Západní dvorní trakt byl přistavěn roku 1900.    
Půdorysy přízemí a prvního patra se shodují. Z pravé přední místnosti se dá vejít do prostoru arkýře. Všechny prostory v patře mají ploché stropy.    
Krov průčelního traktu je tvořen jako vaznicová soustava, strany vyneseny věšadly. Krov východního traktu je tvořen hambalkovou soustavou krovu.

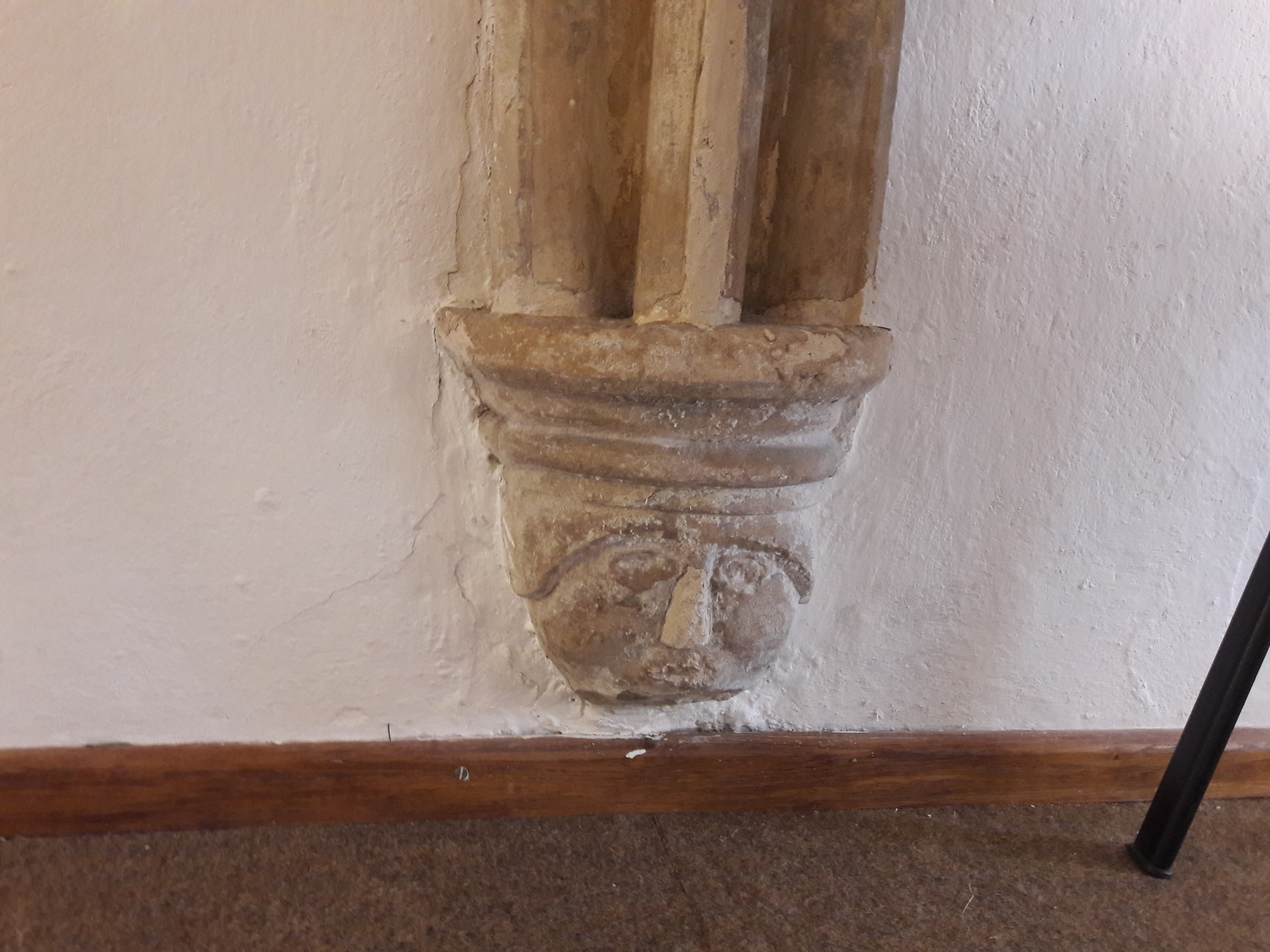
Detail konzoly klenby na stěně, končící těsně nad podlahou
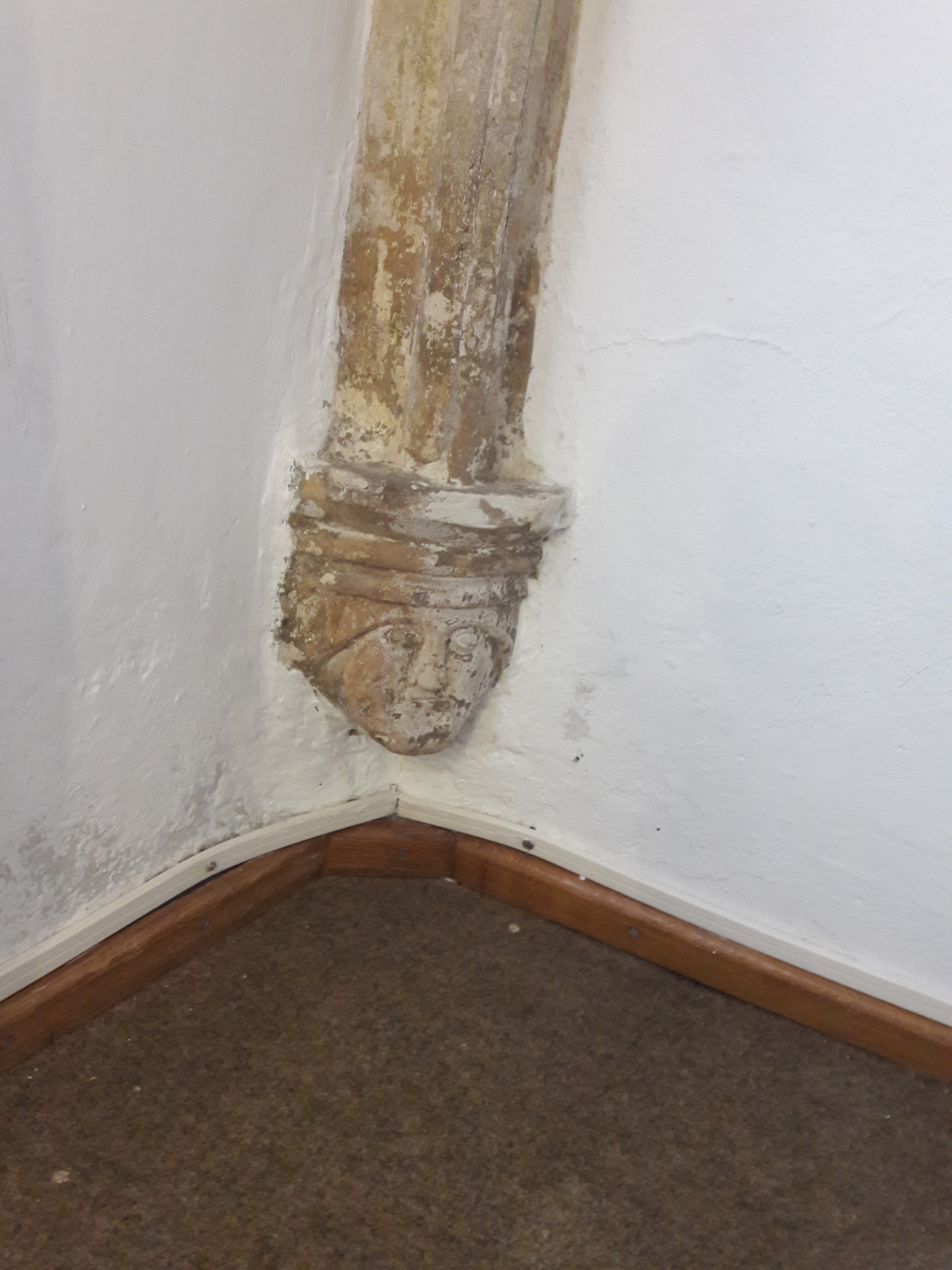
Detail konzoly klenby v rohu, končící těsně nad podlahou
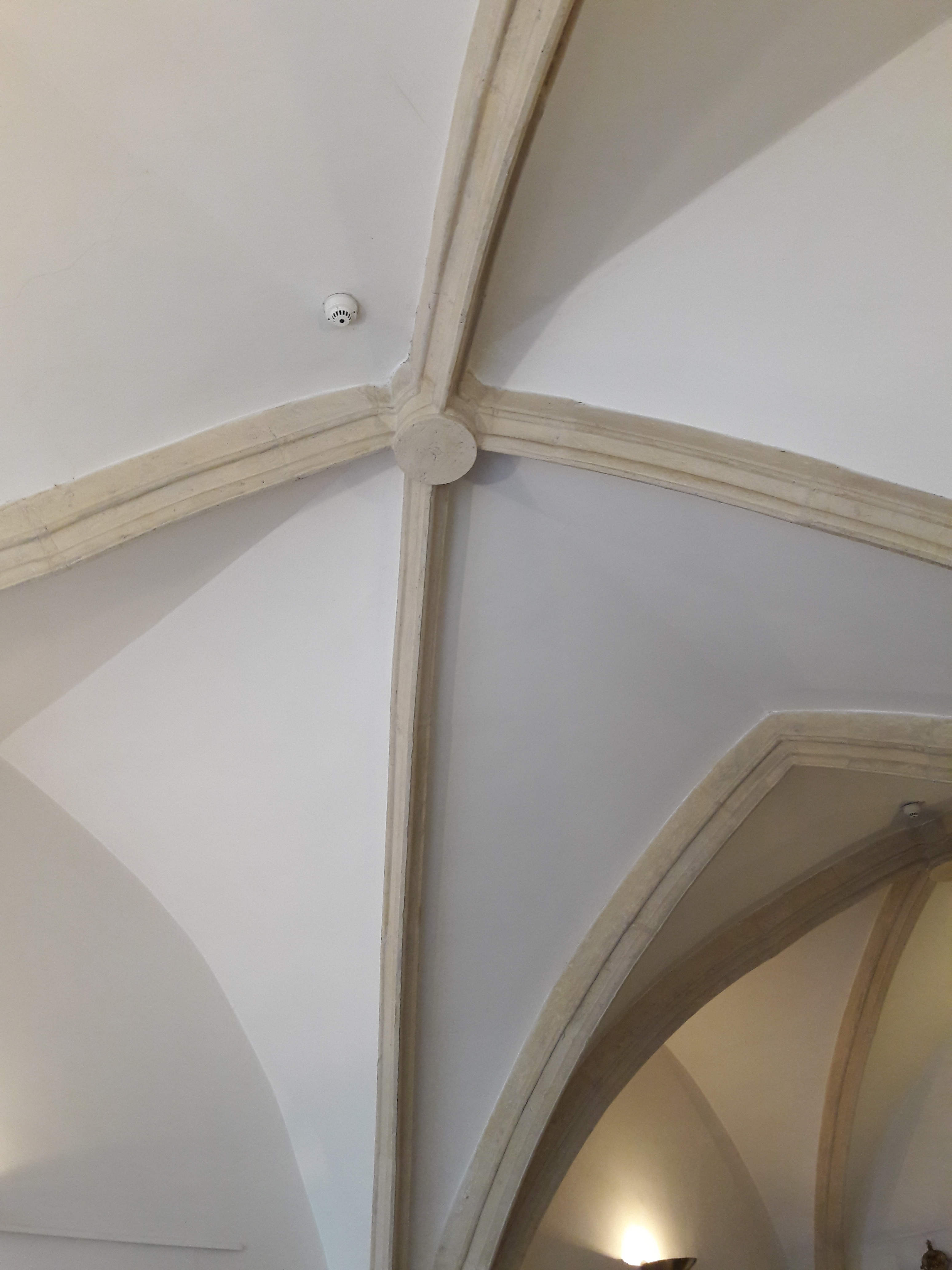
Detail křížové klenby v bývalém mázhausu
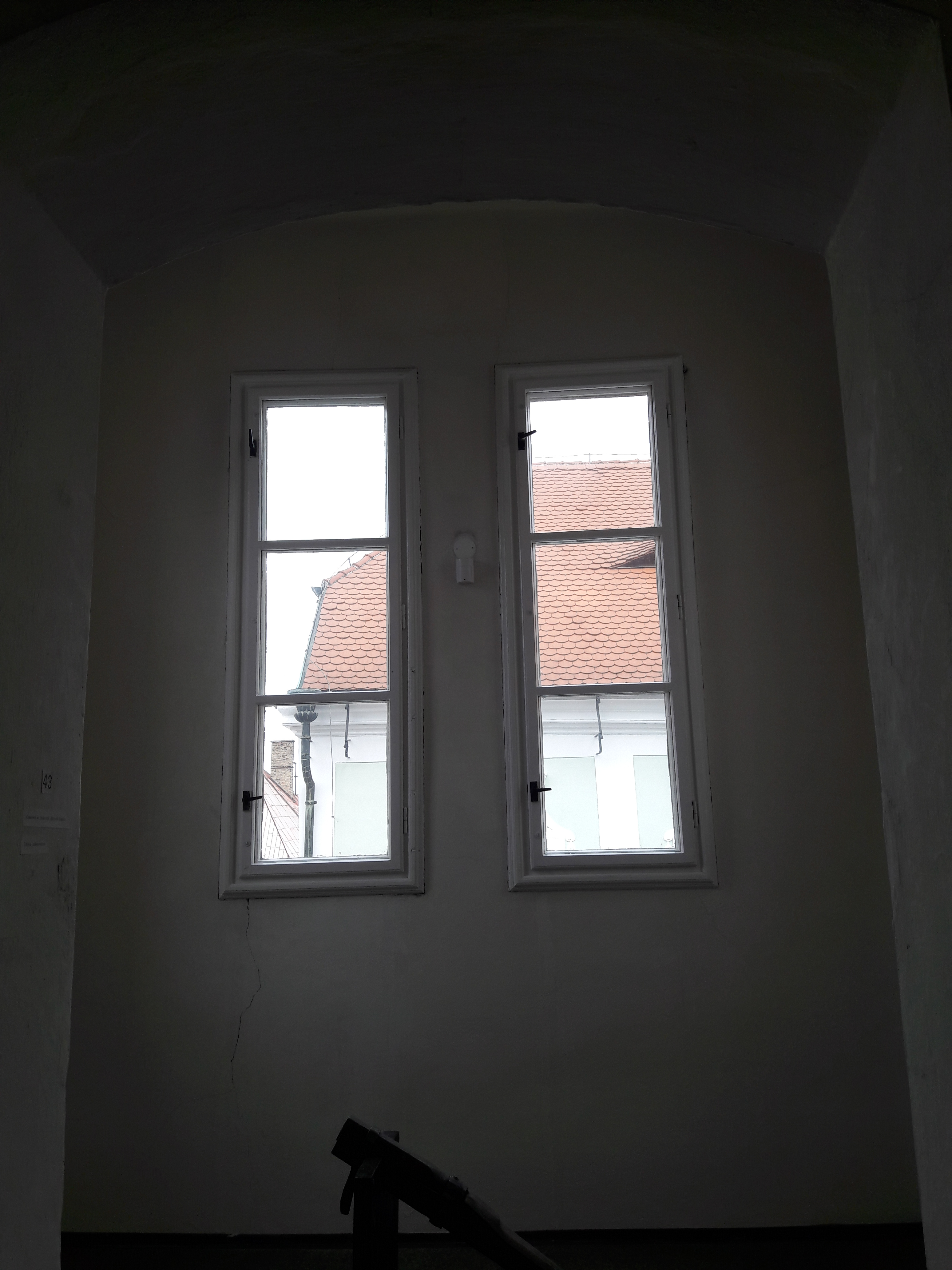
Pohled na vnitřní prostor arkýře